# InsideOut Music
InsideOut Music es una compañía discográfica independiente especializada en rock progresivo y metal progresivo con base en Cléveris, Alemania. Desde que fue fundada en esta ciudad alemana ha ido expandiéndose por Europa y los Estados Unidos, en donde se fundó la compañía hermana InsideOut Music America.

## Artistas
- Above Symmetry
- A.C.T
- Affector
- Amaseffer
- ...And You Will Know Us by the Trail of Dead
- Anderson/Stolt
- Anneke van Giersbergen
- Arena
- Arjen Anthony Lucassen
- Asia
- AVKRVST
- Ayreon
- Banco del Mutuo Soccorso
- Bent Knee
- Beardfish
- Big Big Train
- Bigelf
- California Guitar Trio
- Caligula's Horse
- Chroma Key
- Clepsydra
- Connie Talbot
- Conspiracy
- David Lindley
- Derek Sherinian
- Devin Townsend
- Dream Theater
- Dominici
- Emerson, Lake & Palmer
- Enchant
- Ephrat
- Evergrey
- Fates Warning
- Frost*
- Gösta Berlings Saga
- GPS
- Haken
- IQ
- It Bites
- Jadis
- Jakko Jakszyk
- James LaBrie
- Jerry Gaskill
- Jethro Tull
- John Wesley
- Jolly
- Jughead
- Kaipa
- Kansas
- Kermakanic
- Kevin Moore
- King Crimson
- King's X
- Kino
- Knifeworld
- Leprous
- Liquid Tension Experiment
- Lonely Robot
- Long Distance Calling
- Maschine
- Mastermind
- Nad Sylvan
- Neal Morse
- Next To None
- Nikka Costa
- OSI
- Paatos
- Pain of Salvation
- Pallas
- Pattern-Seeking Animals
- Perfect Beings
- Planet X
- Port Noir
- Poverty's No Crime
- Premiata Forneria Marconi
- Psychotic Waltz
- Pure Reason Revolution
- Ray Wilson
- Redemption
- Rikard Sjöblom's Gungfly
- Riverside
- Roine Stolt
- RPWL
- Ryo Okumoto
- Saga
- Shadow Gallery
- Slavior
- Sons of Apollo
- Sound of Contact
- Spiritual Beggars
- Spock's Beard
- Star One
- Stealing Axion
- Stream of Passion
- Steve Hackett
- Steve Howe
- Symphony X
- The Flower Kings
- The Fringe
- The Jelly Jam
- The Mute Gods
- The Safety Fire
- The Sea Within
- The Shadow Theory
- The Tangent
- Thought Chamber
- Threshold
- Tiles
- Tim Bowness
- Toundra
- Transatlantic
- Trey Gunn
- Ty Tabor
- Ulysses
- United Progressive Fraternity
- Unitopia
- Vanden Plas
- VUUR
- Yes

- Datos: Q702361
- Multimedia: Inside Out Music / Q702361